# 黒須陽一郎
黒須 陽一郎（くろす よういちろう、1967年5月1日 - ）は、東京都出身の元野球選手（外野手）。右投右打。

## 経歴
立教高では、2年次の秋から野球部の主将となり、3年次の1985年には4番・遊撃手として同校初となる夏の選手権に出場。2回戦でチームは東洋大姫路高に敗れたものの、この試合で豊田次郎から3ランホームランを放っている。
高校卒業後は、系列の立教大学に進学。外野手に転向して1年目の1986年からレギュラーとして活躍し、1年秋のリーグ戦でベストナインに選出された。4年生時の1989年になると主将を任され、春季リーグでは三番・中堅手として大森剛（慶應大学）との争いの末に本塁打王を獲得し、2度目のベストナインを受賞した。同年秋季リーグでは「優れたキャプテンシーを発揮して」チームを支え、23年ぶりのリーグ戦優勝に貢献した。また、自身3度目のベストナインに選出されている。また同年は日米大学野球の代表にも選ばれ、第1戦で本塁打を放っている。大学通算でそれぞれ当時としてリーグ歴代10位タイ、7位タイにあたる15本塁打、65打点の成績を残した。90試合に出場、338打数92安打、打率.272。
「シュアでパンチ力のある打撃」によって以上の実績を残した黒須の野球センスはプロからも高く評価され、同年のプロ野球ドラフト会議の上位指名候補の大学生野手として、大森や鈴木望（駒澤大学）とともに名前が挙げられた。しかし、一方で黒須自身はドラフト直前までプロに進むか就職するかの選択に悩んでおり、日本興業銀行（興銀、現・みずほ銀行）から採用内定を得ていた。
11月26日のドラフト会議当日、ヤクルトから3位指名を受け、その直後に黒須は入団の意思を一旦示した。球団側はスカウト部長の片岡宏雄が立教大の先輩にあたることもあって、黒須が入団することを疑わず、指名当日から翌日にかけて連絡を取らなかった。ところが指名翌日、黒須は興銀の内定者の集いに参加して考えが大きく変わり、プロ入りを拒否することを決定。両者の話し合いの末、ヤクルトは12月15日に黒須の獲得断念を発表した。
これについて片岡は後に「当初ヤクルトに黒須を獲得する気はなかったが、本人が『どうしても野球が捨てられない』と頼みに来たので、渋る野村克也監督を説得して指名した」、「それをひっくりかえしたからね。キャプテンがこんな人物ではと立教大学野球部とは縁を切り、OB会も退会した」と語っている。この影響で立教大出身選手のヤクルトからのドラフト指名は、2016年ドラフトの菊沢竜佑まで27年間なかった。なお、菊沢は大卒後に複数のチームを経ており、翌年に指名を受けた松本直樹も社会人野球を経ているため、それ以後も立教在籍中にヤクルトが指名した選手はいない。
黒須は後に「一般企業への就職という点では、前年にプロ入りを拒否した志村亮から影響を受けた」と語っている。興銀の仕事のスケールの大きさに魅力を感じ、また野球しかできないという周囲の見方への反骨心などが入社の動機になったという。また上位指名とはいえ、実際には吉岡雄二との競合・抽選の末の外れ指名であった点も本人の動機に大きく影響した。
2020年現在は、東光電気工事に勤務している。